# Motherwell Football Club 2015-2016
Questa voce raccoglie le informazioni riguardanti il Motherwell Football Club nelle competizioni ufficiali della stagione 2015-2016.

## Stagione
- In Scottish Premiership il Motherwell si classifica al 5º posto (50 punti), dietro al St. Johnstone e davanti al Ross County.
- In Scottish Cup viene eliminato agli ottavi di finale dall'Inverness (1-2).
- In Scottish League Cup viene eliminato al terzo turno dal Greenock Morton (3-2 ai tempi supplementari).

## Maglie e sponsor
| Casa | Trasferta |

## Rosa
| N. |                        | Ruolo | Calciatore              |
| -- | ---------------------- | ----- | ----------------------- |
| 1  | Inghilterra (bandiera) | P     | Connor Ripley           |
| 3  | Scozia (bandiera)      | D     | Steven Hammell          |
| 5  | Inghilterra (bandiera) | D     | Louis Laing             |
| 6  | Scozia (bandiera)      | D     | Stephen McManus         |
| 7  | Inghilterra (bandiera) | C     | Lionel Ainsworth        |
| 8  | Scozia (bandiera)      | C     | Stephen Pearson         |
| 9  | Inghilterra (bandiera) | A     | Wes Fletcher            |
| 11 | Inghilterra (bandiera) | C     | Marvin Johnson          |
| 12 | Germania (bandiera)    | P     | Dan Twardzik            |
| 13 | Scozia (bandiera)      | P     | Craig Samson            |
| 14 | Scozia (bandiera)      | C     | Keith Lasley (capitano) |
| 15 | Scozia (bandiera)      | D     | Joe Chalmers            |

| N. |                        | Ruolo | Calciatore     |
| -- | ---------------------- | ----- | -------------- |
| 16 | Inghilterra (bandiera) | D     | Kieran Kennedy |
| 18 | Inghilterra (bandiera) | C     | Josh Law       |
| 19 | Scozia (bandiera)      | A     | David Clarkson |
| 20 | Inghilterra (bandiera) | A     | Louis Moult    |
| 21 | Scozia (bandiera)      | C     | Jack Leitch    |
| 23 | Scozia (bandiera)      | C     | Dominic Thomas |
| 24 | Scozia (bandiera)      | A     | James McFadden |
| 26 | Scozia (bandiera)      | C     | Chris Cadden   |
| 28 | Scozia (bandiera)      | D     | Luke Watt      |
| 32 | Scozia (bandiera)      | D     | Ben Hall       |
| 34 | Scozia (bandiera)      | A     | Dylan Mackin   |
| 77 | Australia (bandiera)   | A     | Scott McDonald |